# Hot Saturday
Hot Saturday ist ein US-amerikanischer Spielfilm aus dem Jahr 1932 mit Nancy Carroll, Cary Grant und Randolph Scott unter der Regie von William A. Seiter. 

## Handlung
Ruth Brock arbeitet als Sekretärin in der lokalen Bank im idyllischen Marysville, einer Kleinstadt westlich von New York. Ihr gutes Aussehen nutzt die junge Frau für allerlei harmloses Flirten mit den männlichen Kunden, ohne dabei jemals die Grenzen der Schicklichkeit zu überschreiten. Bei einem abendlichen Tanzvergnügen nach einem heißen Samstag erregt Ruth die Aufmerksamkeit von Romer Sheffield, einem reichen Frauenhelden, der den Sommer in einem Haus am See nahe Marysville verbringt. Aufgrund von Missverständnissen verpasst Ruth die gemeinsame Rückfahrt in die Stadt und verbringt so einige Stunden mit Romer allein in dessen Haus. Ihr Verschwinden bleibt nicht unbemerkt und sofort werden Gerüchte laut über die wahre Natur des Zusammenseins. Innerhalb weniger Stunden wird aus Gerede handfeste Verleumdung und Ruth guter Ruf ist ruiniert. Sogar ihre eigene Mutter hat Zweifel, ob die Stunden mit Romer wirklich so unschuldig waren, wie Ruth behauptet. Am Montagmorgen wird Ruth von dem Eigentümer der Bank wegen ihrer als erwiesen angesehenen Unmoral gefeuert. Als sogar Bill Fadden, der Verlobte von Ruth, die Gerüchte für die Wahrheit nimmt, beschließt Ruth, die vom Verhalten ihrer Umgebung angewidert und zutiefst enttäuscht ist, den Menschen in Marysville tatsächlich etwas zum Reden zu geben. Sie löst ihre Verlobung mit Bill, behauptet, tatsächlich mit Roman intim gewesen zu sein und brennt am Ende mit Roman Richtung New York City durch.  

## Hintergrund
Die Karriere von Nancy Carroll begann spektakulär in der Umbruchphase vom Stumm- zum Tonfilm. Durch Auftritte in Musicals und Revuefilmen etablierte sich Carroll als einer der größten Stars von Paramount Pictures. 1930 erhielt sie für ihre Rolle in The Devil’s Holiday auf der Oscarverleihung 1930 (November) eine Nominierung für den Oscar als beste Darstellerin. Zu dem Zeitpunkt bekam Nancy Carroll mehr Fanpost als jeder andere Star des Studios. Mit dem Niedergang des Musicals begann auch die Popularität von Carroll rasch zu schwinden. Dazu kamen Konflikte mit dem Studiomanagement über den Fortgang ihrer Karriere. 1932 war abzusehen, dass ihr Studiovertrag nach seinem Auslaufen nicht mehr verlängert werden würde und Paramount setzte die Schauspielerin nur noch in kostengünstig hergestellten Filmen ein. Zunehmend wurden die Filme von Carroll genutzt, um vielversprechenden neuen Talenten eine Chance zu geben, sich dem Publikum zu präsentieren. 
Hot Saturday gab folgerichtig ihrem Co-Star Cary Grant mehr Szenen und Nahaufnahmen als ihr. Grant hatte erst wenige Monate vorher sein Debüt als Schauspieler gegeben und wurde nach den positiven Reaktionen der Fans von Paramount gezielt zum Leading Man aufgebaut. Vergleichbar George Brent bei Warner Brothers und Clark Gable bei MGM, die 1932 in ähnlich vielen Filmen mitwirkten, war Grant zum Ende des Jahres ein etablierter Star. 
Nancy Carroll drehte noch zwei weitere Filme bei Paramount, ehe sie sich Mitte der 1930er von der Leinwand zurückzog.

## Kritik
Die Rezensionen waren verhalten und äußerten der Meinung, die geschilderten Ereignisse würden eher in die ausgelassene Ära der Roaring Twenties passen denn in die gegenwärtigen Lage.
Variety war sehr hart in der Einschätzung der Zugkraft an der Kinokasse:

„Ohne wirkliche A-Namen in der Besetzung wird der Film, obwohl relativ unterhaltsam, keine Chance haben, prominent beworben zu werden. In den Großstädten wird man ihn als B-Film einordnen, während er in kleineren Orten bessere Chancen haben wird, wo die verbleibenden Anhänger von Nancy Carroll solche Angebote noch wertschätzen mögen. […] Der Roman, auf dem der Film basiert, wurde vor einigen Jahren veröffentlicht, als die Abenteuer von ausgelassenen Jugendlichen sich noch bedeutend besser an der Kinokasse verkaufen ließen als heute. Was auch immer die Originalgeschichte auch an Potential geboten haben mag, es muss mehr gewesen sein, als die Drehbuchautoren erkannt haben, denn das Skript lässt sehr viel Raum für Verbesserungen.“

Mordaunt Hall schlug in The New York Times in dieselbe Kerbe:

„Der Titel suggeriert all den Spaß, den junge Leute in ihrer Freizeit so haben mögen: Tanzen, Alkohol und allerlei Liebesgeplänkel. Einige mögen vorbringen, dass "Hot Saturday" eher in die Zeit vor 1926 passen würde – das Jahr, in dem der Roman veröffentlicht wurde – als in die heutigen Tage. […] Cary Grant ist lässig als junger Libertin und Randolph Scott entsprechend unschuldig als Boyfriend.“